# Gai Atili Serrà (pretor)
Gai Atili Serrà (en llatí Caius Atilius Serranus) va ser un magistrat romà. Era probablement fill de Gai Atili Règul Serrà. Formava part de la gens Atília i era de la família dels Serrà.
Va ser pretor el 218 aC al començar la Segona Guerra Púnica i va ser enviat al nord d'Itàlia per reforçar l'exèrcit d'un altre pretor, Luci Manli Vulsó, que era atacat pels bois. Avançat l'any, els dos pretors van resignar el comandament de les seves forces en favor del cònsol Publi Corneli Escipió que havia retornat del seu viatge a Hispània per aturar a Hanníbal a Itàlia. L'any 216 aC va ser candidat a cònsol, però sense èxit.